# Bentleyville, Pennsylvania
Bentleyville är en ort i Washington County i delstaten Pennsylvania. Orten har fått namn efter bosättaren Sheshbazzar Bentley. Vid 2010 års folkräkning hade Bentleyville 2 581 invånare.